# Jobst Landgrebe
Jobst Landgrebe (* 1970) ist ein Autor, Wissenschaftstheoretiker sowie Unternehmer, u. a. auf dem Gebiet der Künstlichen Intelligenz.

## Ausbildung und Werdegang
Landgrebe studierte zwischen 1991 und 1998 Philosophie, Altgriechisch, Medizin und Biochemie an der Georg-August-Universität Göttingen, wo er 1998 mit einer Dissertation über Biochemie zum Thema intrazellulären Proteintransport zum Dr. med. promoviert wurde.
Von 1998 bis 2002 war er Postdoctoral Fellow am Max-Planck-Institut für Psychiatrie in München. Anschließend kehrte Landgrebe an die Universität Göttingen zurück, wo er von 2002 bis 2006 zu Zellbiologie und Biomathematik forschte. 2006 bis 2009 war Landgrebe für die Unternehmensberatung Booz Allen Hamilton tätig und arbeitete 2009 bis 2014 in verschiedenen Funktionen im Bereich der Gesundheitsinformatik. Landgrebe hat eine Gastprofessur für Wissenschaftstheorie an der Theologischen Fakultät der Universität Lugano inne. Er gründete im Jahr 2013 das Unternehmen Cognotekt in Köln, Deutschland, wo er bis September 2023 als Geschäftsführer tätig war. Das Unternehmen ist im Bereich datengetriebene Beratung im Gesundheitsbereich, Analyse klinischer Studien sowie Bewertung und Implementierung von KI-Projekten tätig. Als Wissenschaftler arbeitet Landgrebe interdisziplinär in den Bereichen Mathematik, Biochemie und Wissenschaftstheorie.

## Politische Positionen
Landgrebe war zunächst FDP-Mitglied und dann am 6. Februar 2013 Gründungsmitglied der AfD. Er begründete dies mit den zunächst dominanten ökonomischen Positionen der AfD. Im Februar 2015 trat er wieder aus und distanzierte sich von der späteren völkisch-nationalistischen Ausrichtung der AfD, auch vor dem Hintergrund seiner jüdischen Familiengeschichte. Gegenüber der Kölnischen Rundschau sagte Landgrebe, dass er die AfD weder wähle noch anderweitig unterstütze. Seit Ende 2023 nimmt Landgrebe gemeinsam mit dem SVP-Politiker Claudio Zanetti Einsitz im Stiftungsrat der schweizerischen Atlantis Stiftung von Hans-Georg Maaßen.
U. a. in Tagesspiegel und Weltwoche äußerte er sich kritisch bezüglich technologischer Heilsversprechen durch Künstliche Intelligenz. In einem Artikel in der Frankfurter Allgemeine Zeitung meinte Landgrebe, dass die offene Gesellschaft des Westens durch KI-Durchdringung vor einer schweren Bewährungsprobe mit unsicherem Ausgang stünde.  Des Weiteren veröffentlichte Landgrebe im Tagesspiegel einen Namensartikel zur Arzneimittel-Krise.
Landgrebe vertritt auch nach seinem Austritt aus der AfD und trotz seiner Distanzierung weiterhin Ansichten der sog. neuen Rechten. Er befürwortet zudem Außenseiterpositionen zu Corona-Impfstoffen und dem Klimawandel.

## Monographien und weitere Veröffentlichungen (Auswahl)
Why Machines Will Never Rule the World: Artificial Intelligence Without Fear mit Barry Smith, Abingdon, UK: Routledge, 2022. ISBN 978-1-003-31010-5
Unsterblichkeit 2.0 mit Barry Smith In: Ludger Jansen und Rebekka A. Klein (Hrsg.): Seele digital? Mind uploading, virtuelles Bewusstsein und christliche Auferstehungshoffnung. Regensburg: Verlag Friedrich Pustet. S. 69–83, 2022 ISBN 978-3-7917-3365-4
Certifiable AI Department of Philosophy, University of Buffalo, 2022
The Birth of Ontology and the Directed Acyclic Graph. In: Journal of Knowledge Structures and Systems, Seiten 72–75, 2022
Causality as a partitioning principle for upper ontologies. In: Journal of Knowledge Structures and Systems, Seiten 36–40, 2021
Transhumanismus als moderne Form der Gottesvergessenheit. In: Coram Deo versus Homo Deus – Christliche Humanität statt Selbstvergottung von Thomas Seidel und Sebastian Kleinschmidt (Hrsg.). ISBN 978-3-374-06735-0, 2021
Expression und characterisation of a human soluble Mannose-6-Phosphate-Receptor in insect cells. Dissertation in Biochemie und Zellbiologie an der Universität Göttingen 1998
The human SUMF1 gene, required for posttranslational sulfatase modification, defines a new gene family which is conserved from pro- to eukaryotes mit Thomas Dierks, Bernhard Schmidt, Kurt von Figura, National Library of Medicine, 2003
Permutation-validated principal components analysis of microarray data mit Wolfgang Wurst und Gerhard Welzl in Genome Bio Reserch, 2002